# 東急財団
公益財団法人東急財団（とうきゅうざいだん、英: The Tokyu Foundation）は、環境・教育・文化に関する事業を行っている公益法人。2019年に公益財団法人とうきゅう環境財団を存続団体とし、とうきゅう留学生奨学財団、五島記念文化財団と合併し、現名称に変更された。東急グループに属する。

## 概要

### 環境関連
多摩川およびその流域の環境保全に関する活動を行っており、以下の4つが主な活動である。
- 多摩川の水質調査
- 多摩川に関する行政の計画の援助
- 多摩川での活動の指導・援助
- 多摩川の環境に関する広報の実施

当財団からは広報誌「財団だより 多摩川」が発行されており、多摩川に生息する生物や多摩川流域の美しい自然について知ることが出来る。

### 国際交流
前身のとうきゅう留学生奨学財団から引き継ぎ、日本の大学院で勉強・研究しているアジア・太平洋地域諸国からの留学生に対して奨学金を給付し援助する。

### 文化芸術
前身の五島記念文化財団（1990年設立）から引き継ぎ、五島記念文化賞の制定、オペラ公演の助成を行っている。

## 沿革
- 1974年8月28日 - 財団法人とうきゅう環境浄化財団として設立。
- 2010年10月1日 - 公益法人制度改革に伴い、公益財団法人に移行、とうきゅう環境財団に改称。
- 2019年4月1日 - とうきゅう環境財団を存続法人とし、とうきゅう留学生奨学財団、五島記念文化財団と合併、東急財団に改称[1]。